# Central térmica de Boroa
La central térmica de Boroa, o Bizkaia Energia, es una central termoeléctrica de ciclo combinado situada en el término municipal de Amorebieta-Echano, Vizcaya (España), a 2,5 km de su casco urbano.
Su combustible es el gas natural. Cuenta con una potencia instalada de 755 MWe en una configuración de 2x1: dos turbinas de gas General Electric MS 209FA y una turbina de vapor Alstom. La inversión del proyecto supuso 390 millones de euros.

## Historia
La empresa Bizkaia Energía se constituyó en Bilbao en 1998 participada al 100 % por la empresa Electricity Supply Board International (ESBI), que a su vez es la filial dedicada a actividades internacionales de la compañía eléctrica estatal irlandesa Electricity Supply Board (ESB). Bizkaia Energia se constituyó con la finalidad de promover, construir y explotar la Central térmica de Boroa.
En 2004 la empresa japonesa Osaka Gas entró como socia de ESB en el capital de Bizkaia Energia al hacerse con un 50 % del capital.
El proyecto de construcción provocó un gran movimiento en contra por parte de los vecinos de Amorebieta. El 14 de abril de 2002 se convocó un referéndum en el pueblo, de 16.000 habitantes, el cual contó con la participación de 5445 vecinos, el 43 % del censo electoral de Amorebieta. De ellos, el 5352 votaron en contra de la instalación de la central, frente a 53 sufragios favorables, 19 en blanco y 21 nulos.
Poco antes de su puesta en marcha, el 12 de julio de 2005, la central de Boroa fue objeto de un atentado por parte de la 
organización terrorista ETA, que colocó 4 artefactos explosivos en las inmediaciones de la misma, aunque sin causar grandes daños.
Aunque entró en servicio en agosto de 2005, fue inaugurada por el lehendakari Juan José Ibarretxe el 19 de octubre de ese año.
Según datos de 2006, esta central genera el 20 %, aproximadamente, de la electricidad demandada y consumida en todo el País Vasco.
En el año 2014 Bizkaia Energia pasó a ser propiedad de ArcLight Capital Partners, que en 2019 vendió a su vez la compañía a los operadores de infraestructuras Castleton Commodities International y White Summit Capital.

## Datos técnicos
- Potencia nominal 755 MW
- Configuración 2x1
- Turbinas de gas: GE-Frame 9FA (2)
- Turbina de vapor: Alstom
- Calderas de recuperación: 2 unidades de diseño Doosan Heavy con tres niveles de presión.
- Aerocondensador: GEA
- Subestación eléctrica Blindada GIS – Alstom
- Chimeneas: 2 de 60 m de altura
- Consumo anual de gas 1 Gm3 (n)
- Conexión eléctrica a la red a 400 kV en línea de transporte Gatika-Itxaso
- Conexión gasista a la red de transporte en alta presión en Lemona